# Course à la direction du Parti Crédit social de la Colombie-Britannique
Le Parti Crédit social de la Colombie-Britannique est un parti majeur de la Colombie-Britannique au pouvoir de 1952 à 1972 et de 1975 à 1991.
Les créditistes britanno-colombiens ont une organisation indépendante à partir de 1952. Avant cette date, le Parti était sous l'influence du Parti Crédit social de l'Alberta.

## Course à la direction de 1952
Le 27 avril 1952 se tient la première course à la direction créditiste.
- Ernest George Hansell (en) (par acclamation)
- W. A. C. Bennett (candidature retirée)
- Lyle Wicks (candidature retirée)

Hansell, qui est député créditiste en Alberta, est le candidat nommé par le premier ministre albertain Ernest Manning. Suivant l'élection générale à laquelle le Crédit social émerge comme le principal parti à l'Assemblée législative, Hansell convoque un nouveau vote parmi les députés élus le 15 juillet 1952. W. A. C. Bennett l'emporte contre Philip Gaglardi avec 10 votes contre 9 et est ensuite invité par le lieutenant-gouverneur à former le gouvernement.

## Course à la direction de 1973
Le 24 novembre 1973
Premier tour :
- William R. Bennett  833 votes
- Bob McClelland  269 votes
- Harvey Schroeder 204 votes
- James Chabot 97 votes
- Ed Smith 74 votes
- James Mason 10 votes

## Course à la direction de 1986
Le 29-30 juillet 1986
Premier tour :
- Bill Vander Zalm 367 votes
- Grace McCarthy 244 votes
- Bud Smith 202 votes
- Brian Smith 196 votes
- Jim Nielsen 54 votes
- John Reynolds 54 votes
- Stephen Rogers 43 votes
- Bob Wenman 40 votes
- Cliff Michael 32 votes
- Bill Ritchie 28 votes
- Mel Couvelier 20 votes
- Kim Campbell 14 votes

Deuxième tour (Campbell éliminée, cinq autres se retirent) :
- Bill Vander Zalm 457 votes
- Grace McCarthy 280 votes
- Brian Smith 255 votes
- Bud Smith 219 votes
- John Reynolds 39 votes
- Jim Nielsen 30 votes

Troisième tour (Nielsen éliminé, Reynolds et Bud Smith se retirent) :
- Bill Vander Zalm 625 votes
- Brian Smith 342 votes
- Grace McCarthy 305 votes

Quatrième tour (McCarthy éliminée) :
- Bill Vander Zalm 801 votes
- Brian Smith 454 votes

## Course à la direction intérimaire de 1991
Le 2 avril 1991, Rita Johnston est élue cheffe intérimaire par les députés contre Russell Fraser par 21 votes contre 17 au quatrième tours de scrutin. Claude Richmond, Norman Jacobsen et Mel Couvelier ont précédemment été éliminés.

## Course à la direction de 1991
Le 20 juillet 1991
Premier tour :
- Grace McCarthy 659 votes
- Rita Johnston 652 votes
- Mel Couvelier 331 votes
- Norm Jacobsen 169 votes
- Duane Crandall 35 votes

Second tour (Couvelier supporte Johnston) :
- Rita Johnston 941 votes
- Grace McCarthy 881 votes

## Course à la direction de 1993
Le 6 novembre 1993
Premier tour :
- Grace McCarthy 7,338 votes
- Graham Bruce 5,321 votes
- Claude Richmond 2,083 votes
- Jim Turner 91 votes

Second tour :
- Grace McCarthy 7,351 votes
- Graham Bruce 5,352 votes
- Claude Richmond 2,099 votes

Troisième tour :
- Grace McCarthy 7,700 votes
- Graham Bruce 6,245 votes

## Course à la direction de 1994
Le 4 novembre 1994
Premier tour : 
- Larry Gillanders 1,034 votes
- John Caleb 787 votes